# Athame

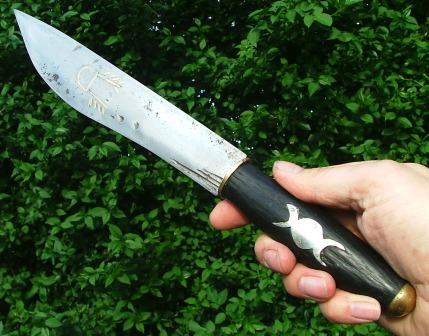
Een versie van de athame, met een stalen lemmet en een eikenhouten handvat. De beeltenis van de drie manen is van zilver.

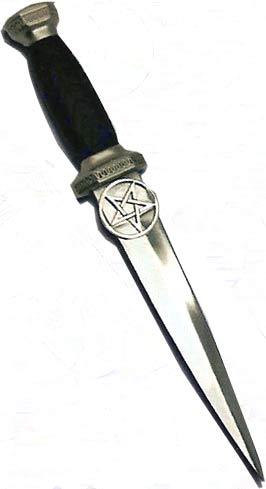
Athame

Athame is wat sommige beoefenaars van rituele magie hun ceremonieel mes noemen. In sommige tradities is de athame een mes met een dubbele snijkant en heeft het een kort zwart handvat. Andere tradities willen dan dat het mes in vorm saai is, geweven of gedraaid is of een variatie in de vorm van het lemmet.
Een athame wordt meestal enkel gebruikt voor rituele magische doeleinden, om energie te leiden; als er bepaalde kruiden of koord gesneden moet worden, wordt er meestal een ander mes gebruikt dan de athame, een boline of een mes met een wit handvat. Een uitzondering is de "keuken wicca kunst" die actief aanmoedigt om magisch gereedschap te gebruiken voor mondaine doeleinden, om de heks haar bekendheid met het gereedschap te verhogen en verbeteren.
Vele tradities associëren de athame met het mannelijk principe en het element lucht, maar er zijn ook tradities die de athame dan weer associëren met het element vuur, dit is niet ongewoon.
Als het mannelijk principe wordt de athame vaak gebruikt in combinatie met een Graal, of beker dat voor het vrouwelijke principe staat. Deze combinatie symboliseert de relatie tussen man en vrouw en de voortplanting. Het staat voor het symbool van de universele creativiteit, dit is het centrale in de wicca-rede, en de Wicca-rituelen.
Andere strekkingen in de wicca verbieden dan weer het gebruik van athames in rituelen, specifiek metalen lemmeten. Dit komt het meeste voor bij tradities die er de voorkeur aan geven bij het gebruik van een Sidhe voor wie ijzer pijnlijk zou zijn.
Er bestaan rituelen om een athame te zuiveren, als het nieuw is of bekomen is door een andere persoon.
Het moderne en populaire gebruik van een athame; komt oorspronkelijk uit de wicca. Gerald Gardner introduceerde het in de moderne hekserij . Hij toonde een grote interesse in de magische dolken van Maleisië tijdens zijn verblijf. Dit kan ertoe bijgedragen hebben dat de athame een zo belangrijke rol speelt in de beoefening van moderne wicca.

## Etymologie
Er bestaat geen etymologie voor dit woord, het blijkt niet voor te komen in een Europese taal. Een ritueel mes uit de Sleutel van Solomon (niet het mes met een zwart handvat) wordt genoemd in verscheidene manuscripten onder de benaming artave, artavus, arthana, arthanus, arthany,of arthame.
Idries Shah die de persoonlijke secretaris en goede vriend van Gerald Gardner was, bezorgt een mogelijke herkomst van het woord in het Arabische al-dhammé wat wil zeggen "bloed brief" dat vermoedelijk het rituele mes was van een middeleeuwse magische sekte in Marokko en ook actief in Andalusië. Shah zijn studieonderzoek is stof tot debat.
Door het boek dat Shah geschreven heeft.Een geschiedenis van geheime genootschappen van Arkon Daraul, later blijkt dat het een pseudoniem is van Shah Robert Graves ook een kennis van Idries Shah suggereerde dat het wellicht een afgeleide zou zijn van het Arabische al thame of (al dhammé), dat hij vertaalt als de pijl.
Tevens zou het woord van het Oudfranse "atramer", "snijden", afgeleid kunnen zijn.